# Dekanat jędrzejowski
Dekanat jędrzejowski wchodzi w skład diecezji kieleckiej Kościoła katolickiego. Składa się z następujących parafii:
- Cierno – pw. św. Marcina b. w. i św. Jakuba Ap.
- Imielno – pw. św. Mikołaja b. w.
- Jasionna – pw. Najświętszego Serca Jezusa
- Jędrzejów – pw. Trójcy Świętej
- Jędrzejów – pw. bł. Wincentego Kadłubka
- Jędrzejów – pw. Matki Bożej Łaskawej
- Łysaków Drugi – pw. Matki Bożej Nieustającej Pomocy
- Mierzwin – pw. św. Piotra i Pawła App.
- Mnichów – pw. św. Szczepana diak. m.
- Mokrsko Dolne – pw. Wniebowzięcia NMP
- Motkowice – pw. św. Józefa Robotnika
- Nagłowice – pw. Matki Bożej Różańcowej
- Skroniów – pw. św. Maksymiliana